# Sinagoga de Coro
La Sinagoga de Coro és una sinagoga que es troba en la ciutat de Coro, en l'Estat de Falcón, a Veneçuela, està propera a la riba del Mar Carib i a l'illa holandesa de Curaçao; és la sinagoga més antiga d'Amèrica Llatina. La sinagoga era originalment una casa que fou construïda en 1774, i que va ser comprada el 30 de juliol de 1847 per David Abraham Senior, un comerciant sefardita provinent de l'illa de Curaçao que vivia en la ciutat i formava part de la naixent comunitat jueva. Abans d'això, la comunitat es reunia en la casa del senyor David Valencia per efectuar els seus resos. Es diu que unes 20 persones es trobaven en aquesta sala durant el sàbat i en els resos diaris.
El fill de David Senior, Isaac Senior i els seus descendents van continuar habitant en la casa i feien servir un dels seus salons com a sala per resar, fins a la dècada de 1880. El 6 de febrer de 1986, la casa va ser venuda al govern nacional, i el 3 d'agost de 1997, el govern de l'estat Falcón va inaugurar la "Casa d'Oració Hebrea" com una aportació cultural important que forma part de l'herència sefardita d'aquesta regió del nord de Veneçuela, els jueus eran originàris de Curaçao, d'on va arribar la comunitat.
La sinagoga es troba en el carrer Talavera del nucli històric de la ciutat, i el sòl del temple està cobert de sorra, de la mateixa manera que la sorra del mar cobreix el sòl de la sinagoga Mikvé Israel de Willemstad, Curaçao, la més antiga del continent americà.
Actualment, la sinagoga forma part del Museu d'Art Alberto Henríquez, que és part de la Universitat Nacional Experimental Francisco de Miranda. Recentment, el 2009, la Universitat va contactar a l'Associació Israelita de Veneçuela amb el propòsit d'aconseguir ajuda per a la restauració i manteniment de la sinagoga. Durant els treballs de restauració de la sinagoga, es van trobar les presumptes restes d'un bany ritual jueu (mikve), únic en el continent americà. L'Associació Israelita de Veneçuela va certificar l'existència de la micvé, que serà declarada Bé d'Interès Cultural de la República Bolivariana de Veneçuela.